# 張菁菁
張菁菁（英語：Arlena，1995年3月24日—），台灣女模特兒及節目主持人。

## 簡介
張菁菁於2014年起以本名張芸菁成為模特兒和Showgirl，於2015年擔任節目華視綜藝節目《財神向錢衝》中擔任助理主持，節目完結後保持活躍於不同媒介，包括於17直播中不定期直播、參選新電玩快打的電玩五姬，黑男與洪宏星的健身教學等嘗試。憑藉清純外表，姣好身材，一直不乏幕前亮相機會。2016年4月7日播出的《綜藝大熱門》，更在Youtube中突破百萬點擊率。
八大電視與17直播合作2018年2月24日新節目《17好聰明》，擔任助理主持。2018年3月23日，菁菁在17直播首次達成月榜破千萬主播。

## 演出作品

### 綜藝節目
| 首播   | 節目名         | 電視台        |
| 2015年 | 財神向錢衝     | 華視          |
| 2015年 | 歡樂智多星     | 衛視中文台    |
| 2016年 | 國光幫幫忙     | 三立          |
| 2016年 | 綜藝大熱門     | 三立          |
| 2017年 | 爆樂花惹發     | 臉書直播節目  |
| 2017年 | 電玩者們       | 17TV          |
| 2017年 | 17Q            | 17TV          |
| 2017年 | yahoo 94狂購榜 | Yahoo線上直播 |
| 2018年 | 17好聰明       | 八大綜合台    |

### 電視劇
| 年份   | 頻道             | 劇名         | 角色       |
| 2022年 | 華視、公視台語台 | 婚姻結業式   | 王義宏女伴 |
| 2022年 | CATCHPLAY+       | 正負之間     | 相親女子   |
| 2022年 | Disney+          | 台北女子圖鑑 | 夜店朋友   |
| 2023年 | 華視、三立都會台 | 鬼之執行長   | 何薇       |
| 2024年 | 華視、LINE TV    | 華麗計程車行 | 小莊       |
| 2024年 | 東森超視、華視   | 阿榮與阿玉   | 年輕美滿   |
| 2024年 | 大愛電視台       | 血·拾人生    | 許菲菲     |
| 2025年 | 大愛電視台       | 院長爸爸     | 小妍       |

## 外部連結
- 張菁菁的Facebook專頁
- 張菁菁的Instagram帳戶
- 張菁菁Arlena （页面存档备份，存于）的17直播